# Tesařík tesaříkovitý

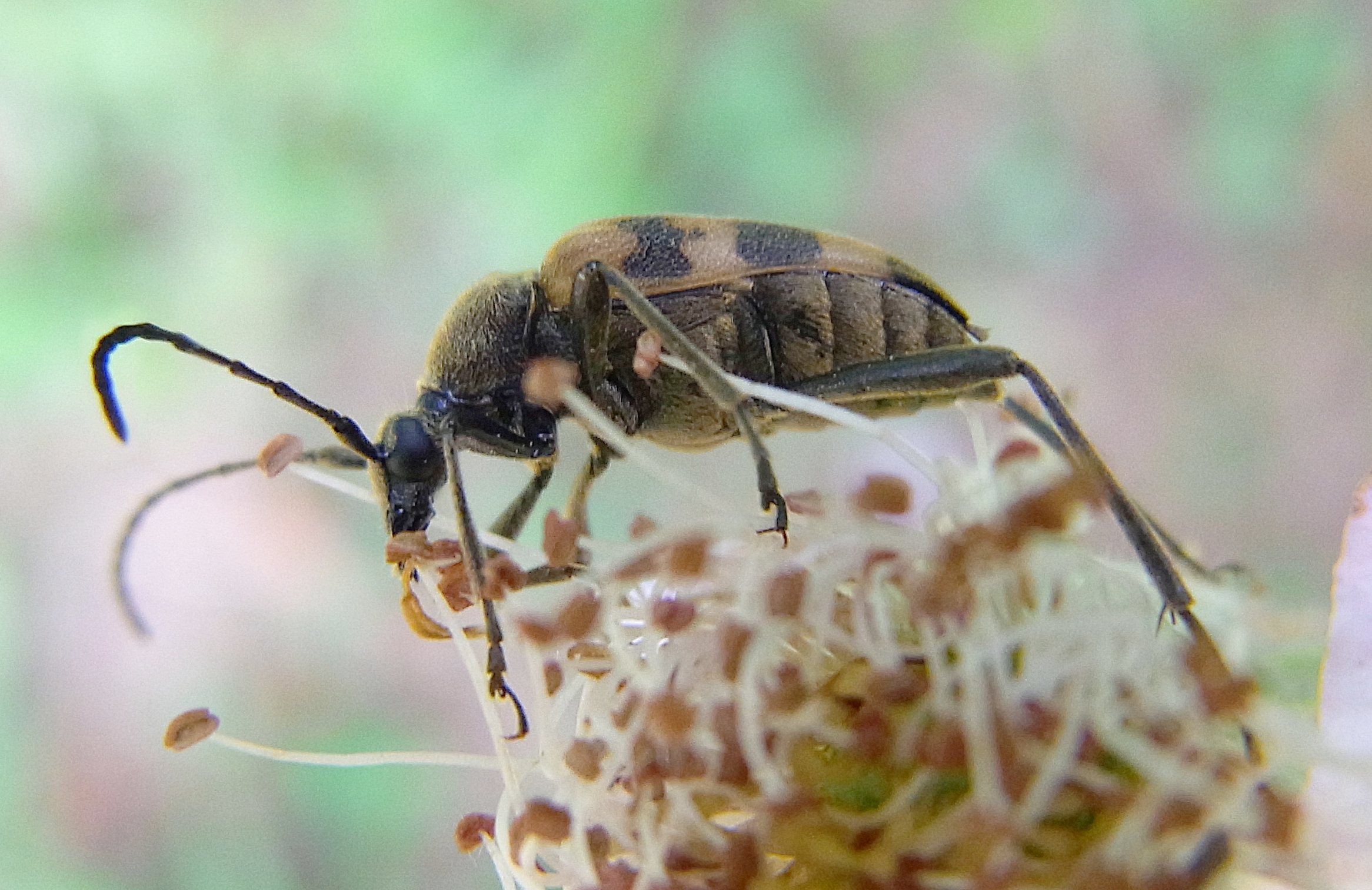
Pohled z boku

Tesařík tesaříkovitý (Pachytodes cerambyciformis, syn.: Judolia cerambyciformis) je druh tesaříka.

## Popis
Tesařík tesaříkovitý je značně podsaditý druh tesaříka, který má délku 7 až 11 mm. Hnědožluté elytry, které mají černé skvrny, jsou asi dvakrát delší než široké a zřetelně se zužují směrem dozadu. Výjimečně skvrny zcela chybí. Je známo čtyřicet různých druhů bodových kreseb. Druh se podobá Pachytodes erraticus. 

## Rozšíření
Skvrnitý brouk obývá velké části Evropy až po Malou Asii a Kavkaz, ale na severu Evropy chybí. Ve střední Evropě je to jeden z nejběžnějších druhů tesaříka, zejména v pahorkatinných a horských oblastech.

## Způsob života
Larva brouka žije na kořenech různých listnatých i jehličnatých stromů. V dubnu nebo květnu opouští dřevo kořenů a zakuklí se v malé noře. Od června do srpna se objevují brouci, kteří se často vyskytují na květinách.